# Charles Jeurgens
Karel Johannes Pieter Franciscus Maria (Charles) Jeurgens (Aarle-Rixtel, 21 juli 1960) is een Nederlands historicus, archivaris en hoogleraar Archiefwetenschap.

## Biografie
Jeurgens studeerde af in geschiedenis te Leiden. Hij was na zijn studie verbonden aan de Vakgroep Geschiedenis te Leiden en promoveerde daar in 1991 op De Haarlemmermeer. Een studie in planning en beleid, 1836-1858. Hij behaalde in 1992 het diploma Archivistiek A aan de Rijksarchiefschool. Daarna was hij verbonden aan het Rijksarchief in Noord-Brabant. In 2004 werd hij aangesteld als deeltijdhoogleraar Archiefwetenschap aan de Universiteit Leiden en inaugureerde met Een brug tussen twee werelden. Hij is daarnaast wetenschappelijk/specialistisch adviseur bij het Nationaal Archief. in 2017 werd hij aangesteld als hoogleraar Archiefwetenschap aan de Universiteit van Amsterdam, als opvolger van prof. dr. Theo Thomassen, waar hij op 15 september 2017 inaugureerde met Het archief is dood, lang leve het archief!; hij was daar al verbonden als docent van 2012 tot 2014 en had in 1994 een van zijn voorgangers, prof. dr. Eric Ketelaar, een interview afgenomen. Hij is tevens nog verbonden als adviseur aan het Nationaal Archief.
Jeurgens was lid van de Wetenschapscommissie van het Instituut voor Oorlogs-, Holocaust- en Genocidestudies (NIOD) en bestuurslid van het Koninklijk Nederlands Historisch Genootschap.